# Stazione di Genova Pontedecimo
La stazione di Genova Pontedecimo è una stazione ferroviaria situata sulla linea Torino-Genova, commercialmente linea Genova-Busalla-Arquata Scrivia (Via Busalla, Isola del Cantone).
Prende il nome dell'omonimo quartiere genovese della Val Polcevera posto sulla strada dei Giovi.

## Storia
La stazione, in origine denominata semplicemente "Pontedecimo", entrò in servizio all'attivazione del tronco ferroviario da Busalla a Genova, avvenuto il 18 dicembre 1853.
Nel 1926, in conseguenza dell'aggregazione a Genova dei comuni limitrofi, assunse la nuova denominazione di "Genova Pontedecimo".
Nel corso degli anni sono state effettuati dei riammodernamenti della stazione, infatti nell'aprile 1970 la disposizione degli spazi appariva diversa da oggi, infatti l'attuale sala d'attesa era un tempo un semplice corridoio d'uscita ed un archivio, ed il vano considerato all'epoca come spogliatoio è l'attuale biglietteria con personale. 

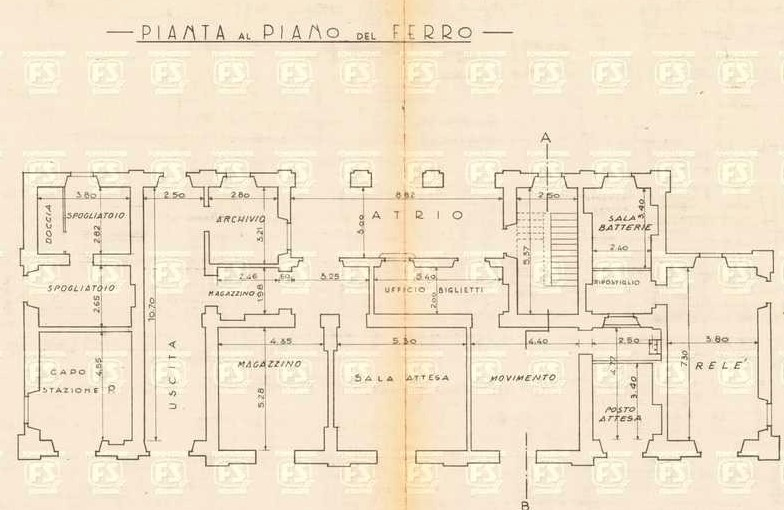
Pianta del piano terra del fabbricato viaggiatori nel aprile 1970

La stazione era dotata anche di un capannone per le merci ma il 21 settembre 2019 ha preso fuoco. Erano inoltre presenti altri 7 binari che svolgevano servizio merci, ma ad oggi solo 2 binari per servizio merci funzionano ancora, anche se è stata tolta l'elettrificazione. L'area del capannone è diventata un parcheggio per i mezzi RFI e un punto di svolta per il servizio bus offerto da ATP Esercizio, ora AMT.
Da qualche anno è stato rimosso il sovrappassaggio, che consentiva di raggiungere i binari 2 e 3, senza dover utilizzare il sottopassaggio; inoltre il binario tre non effettua più servizio viaggiatori, quindi è stata rimossa la segnaletica che ne indica la presenza.

## Strutture e impianti
La stazione è dotata di un fabbricato viaggiatori con sala d'attesa e biglietteria con personale, servizi igienici, un sottopasso, e un'ulteriore sala d'attesa al binario due. Possiede tre binari passanti che svolgono servizio viaggiatori, più sette binari che svolgono servizio merci, di cui 4 passanti e gli altri tronchi, con annesso il relativo capannone.

## Servizi
Per quello che riguarda la categorizzazione delle stazioni RFI la considera di categoria silver.
La stazione dispone di:
- Sottopassaggio
- Biglietteria a sportello
- Biglietteria automatica
- Sala d'attesa dentro il fabbricato viaggiatori
- Sala d'attesa sul 2/3 marciapiede
- Servizi igienici
- Stazione video sorvegliata

Nel dicembre 2021 è stato eseguito un ritinteggiamento del sottopassaggio.

## Interscambio
- Fermata autobus servizio urbano
- Fermata autobus servizio provinciale
- Parcheggio di scambio gratuito

Per quanto riguarda il servizio di trasporto pubblico urbano, troviamo diverse linee, tutte gestite da AMT Genova:
- Linea 7: Da Pontedecimo (Gallino) a F. D’Italia (Metro Principe FS) e viceversa;
- Linea 9: Da Pontedecimo (Gallino) a Caricamento e viceversa;
- Linea N1: Da Pontedecimo (Gallino) a Prato e viceversa;
- Linea 63: Da Pontedecimo (Anfossi) a Avio (Sampierdarena) e viceversa;
- Linea 63/: Da Pontedecimo (Anfossi) a Avio (Sampierdarena) transitando per Artigiani e viceversa;
- Linea 663: Da Pontedecimo (Gallino) a Avio (Sampierdarena) e viceversa.

Per quanto riguarda il servizio di trasporto pubblico provinciale, troviamo diverse linee, tutte gestite da AMT Genova, prima gestite da ATP Esercizio:
Linee Valle Scrivia (ex gruppo F):
- Linea 730: Pontedecimo - Busalla (ex linea AR-PO)
- Linea 837: Pontedecimo - Paveto
- Linea 839: Pontedecimo - Fumeri

Linee Valle Verde (ex gruppo H) (passano tutti per Campomorone): 
- Linea 736: Pontedecimo - Isoverde - Cravasco
- Linea 833: Pontedecimo - Ceranesi - Gaiazza - Sareto
- Linea 834: Pontedecimo - S. Martino - Caffarella
- Linea 838: Pontedecimo - Pietralavezzara

Proprio sotto la stazione si trovano varie fermate bus, come le linee del servizio urbano 7-9 ed il capolinea del 63 e del 63/. Troviamo anche la fermata bus del servizio di trasporto pubblico provinciale, servizio che fino al 31 dicembre 2021 era gestito da ATP Esercizio, ora assorbita da AMT, già gestore del servizio urbano. 
Dopo la rimozione dei binari è nato il parcheggio di scambio, gestito fino a maggio 2015 da Metropark, controllata da FS Sistemi Urbani che fa parte del gruppo Ferrovie dello Stato. Questo parcheggio quindi era a pagamento, con la presenza di sbarre; ma dopo un breve periodo di chiusura il parcheggio passò in gestione al Comune di Genova che lo rese gratuito, con la rimozione delle sbarre.

## Strutture vicine e progetti
Per tanti anni la stazione ha avuto una particolare cura e manutenzione da parte del DLF di Pontedecimo, che era posto proprio accanto alla stazione ed era dotata di: bar, palestre, campo da bocce e spazi verdi esterni direttamente accessibili dal binario 1, vicino alle ritirate. Il dopolavoro ha eseguito, in collaborazione con Ferrovie dello Stato delle opere per rendere la stazione più piacevole per i passeggeri, come ad esempio l’installazione di una tettoia verde per coprire una fontana d’acqua.
Gli studenti della Scuola Media Don Orengo, dell’Istituto Comprensivo Pontedecimo, nell’ambito del progetto di riqualificazione dello scalo ferroviario ligure Treno dell’Arté, voluto da Ferrovie dello Stato in collaborazione con il Dopolavoro Ferroviario, hanno riprodotto lungo le pareti del tunnel di collegamento fra i binari opere di Monet, De Chirico, Klee Russolo e Depero. Questi falsi d’autore nel dicembre 2021 sono stati rimossi.
Ad oggi il dopolavoro è stato chiuso e si trova in un evidente stato di abbandono e degrado.